# Sydney E. Ahlstrom
Sydney Eckman Ahlstrom (Cokato, 16 de diciembre de 1919-New Haven, 3 de julio de 1984) fue un historiador estadounidense. Se desempeñó como profesor de la Universidad Yale y especialista en historia religiosa de Estados Unidos.

## Biografía
Nació el 16 de diciembre de 1919 en Cokato, Minnesota, hijo de Joseph T. Ahlstrom (1878-1942) y Selma (Eckman) Ahlstrom (1881-1976), quienes eran luteranos de origen sueco. Se graduó en el Gustavus Adolphus College de St. Peter, Minnesota, con una licenciatura en artes en 1941, y sirvió en el ejército estadounidense durante la Segunda Guerra Mundial. Obtuvo una maestría en la Universidad de Minnesota en 1946 y un doctorado en Filosofía en la Universidad de Harvard en 1952. Fue becario Fulbright en la Universidad de Estrasburgo, Francia, e instructor en Harvard antes de unirse a Yale en 1954.
En 1973 recibió el Premio Nacional del Libro en la categoría Filosofía y Religión por A Religious History of the American People (1972).
Fue elegido miembro de la Academia Estadounidense de Artes y Ciencias en 1978.  En 1979 recibió el premio The Christian Century al libro sobre religión más destacado de la década.
En el momento de su jubilación de Yale en 1984, ocupaba el puesto de Profesor Samuel Knight de Historia Estadounidense e Historia Religiosa Moderna. Falleció el 3 de julio de 1984 en New Haven, Connecticut.

## Obra seleccionada

### Libros
- A Religious History of the American People (1972; 2ª ed. 2004)
- The American frontier and the Protestant missionary response (1960)

### Volúmenes editados
- An American reformation: A documentary history of Unitarian Christianity, edited with Jonathan S. Carey (1998)
- Theology in America: The major Protestant voices from Puritanism to Neo-Orthodoxy (1967)

### Artículos representativos
- "The Scottish Philosophy and American Theology", Historia de la Iglesia, vol. 24, núm. 3 (septiembre de 1955), págs. 257–272 en JSTOR
- "Continental Influence on American Christian Thought Since World War I", Historia de la Iglesia, vol. 27, núm. 3 (septiembre de 1958), págs. 256-272 en JSTOR
- "Theology and the Present-Day Revival", Anales de la Academia Estadounidense de Ciencias Políticas y Sociales, vol. 332, Religion in American Society (noviembre de 1960), págs. 20–36 en JSTOR
- "Thomas Hooker: Puritanism and Democratic Citizenship: A Preliminary Inquiry into Some Relationships of Religion and American Civic Responsibility", Historia de la Iglesia, vol. 32, núm. 4 (diciembre de 1963), págs. 415–431 en JSTOR
- "El giro radical en la teología y la ética: por qué ocurrió en la década de 1960", Anales de la Academia Estadounidense de Ciencias Políticas y Sociales, vol. 387, Los años sesenta: cambio radical en la religión estadounidense (enero de 1970), págs. 1–13 en JSTOR
- "Religión, revolución y el surgimiento del nacionalismo moderno: reflexiones sobre la experiencia estadounidense", Historia de la Iglesia, vol. 44, núm. 4 (diciembre de 1975), págs. 492–504 en JSTOR
- "The Religious Dimension of American Aspirations", Review of Politics vol. 38, No. 3, Edición Bicentenario (julio de 1976), págs. 332–342 en JSTOR
- "The Romantic Religious Revolution and the Dilemmas of Religious History The Romantic Religious Revolution and the Dilemmas of Religious History", Historia de la Iglesia, vol. 46, núm. 2 (junio de 1977), págs. 149-170 en JSTOR
- "The Problem of the History of Religion in America", Historia de la Iglesia, vol. 57, Suplemento: Edición del centenario (1988), págs. 127-138 en JSTOR